# Plamena Mangova
Plamena Mangova (Pleven, 1980) es una pianista clásica búlgara.
Plamena Mangova estudió con Marina Kapatsinskaya en la Academia de Música Estatal en Sofía. Luego estudió con Dmitri Bashkirov en la Escuela Superior de Música Reina Sofía de Madrid, y con Abdel Rahman El Bacha en la Queen Elisabeth Music Chapel.
A los 18 años ganó el 3.er premio del XIV Concurso Internacional de piano de Santander "Paloma O'Shea" de Santander. Nueve años más tarde participa en el XVI Concurso Musical Internacional Reina Elisabeth donde fue segunda, tras Anna Vinnitskaya.
Ha estado activa como concertista a nivel internacional desde el año 2000, cuándo debuta en el Théâtre du Châtelet de París. Su primer CD, un monográfico de Dmitri Shostakovich, incluyendo el Quinteto de piano, obtuvo un Diapason d'Or. También ha grabado las obras completas para violín y piano de Serguéi Prokófiev.